# محمد البناء
محمد علي حسين محمد البناء (ولد في 17 أكتوبر 1989 في المحرق، البحرين) لاعب كرة قدم دولي بحريني يجيد اللعب في مركز الظهير الأيمن. يلعب حاليا لصالح المحرق الذي ينافس في الدوري البحريني الممتاز منذ 2016.